# Song (aerolinky)

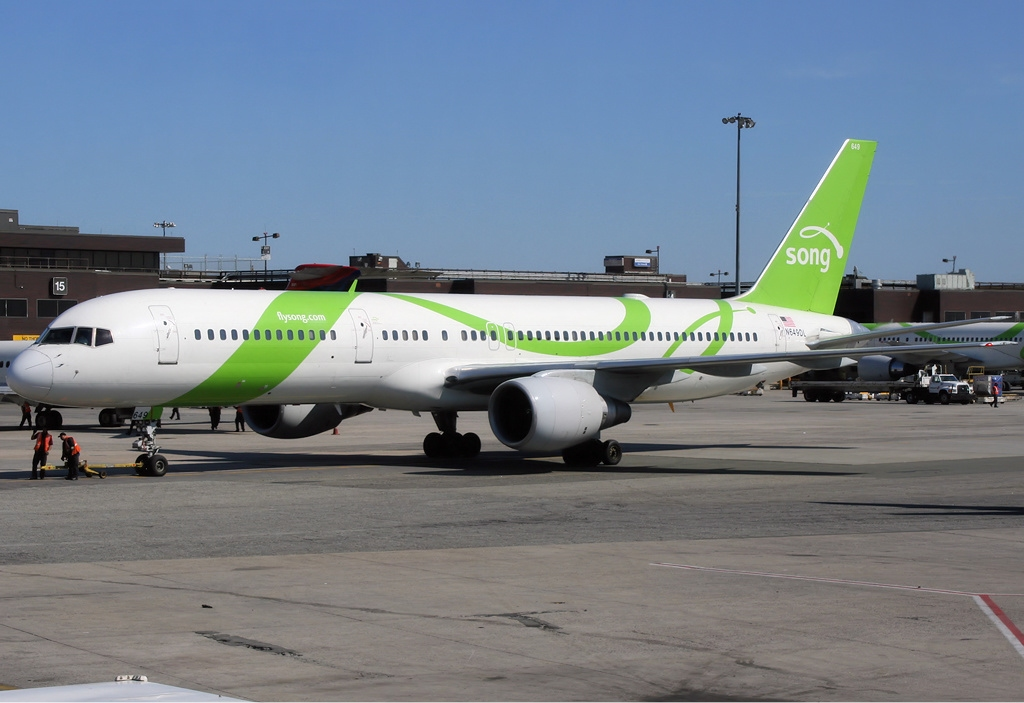
Boeing 757 společnosti

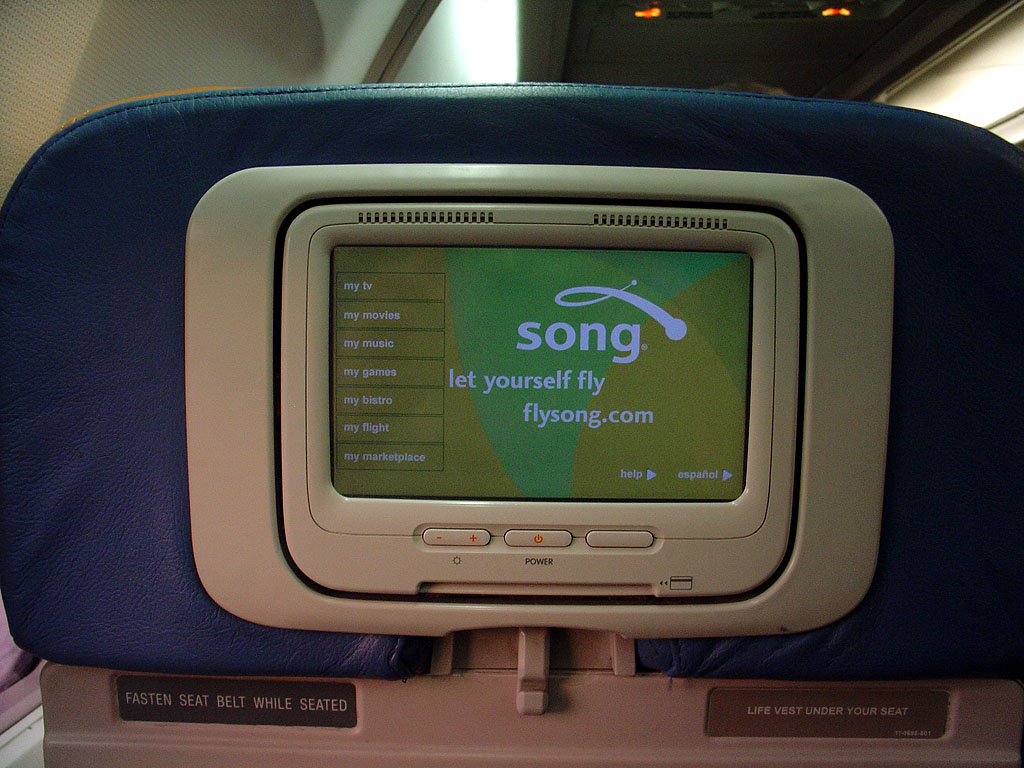
Uvnitř letadla společnosti Song

Song, LLT byla nízkonákladová letecká společnost vlastněná a provozovaná Delta Air Lines. Operovala nad americkým kontinentem od 15. dubna 2003 až do května 2006, kdy byla fúzována do Delta Air Lines. Její flotilu tvořilo 47 letadel Boeing 757, každé pro 199 cestujících. Přestože všechny létaly v ekonomické třídě, cestující měli přístup k družicovému televizními vysílání. Song měla ústředí v Atlantě (Georgie). Její cílovou skupinou byly ženy a na ně cílila zvláštní reklamní kampaní, která Song prezentovala nejenom jako aerolinky, ale i jako novou filosofii (této strategii se věnoval dokument PBS Persuaders Douglase Rushkoffa).

## Destinace
Aruba
- Oranjestad (Queen Beatrix International Airport)

Portoriko
- San Juan (Luis Muñoz Marín International Airport)

Spojené státy americké
- Kalifornie
  - Los Angeles (Los Angeles International Airport)
  - San Francisco (San Francisco International Airport)
  - Santa Ana (John Wayne Airport)
- Connecticut
  - Hartford (Bradley International Airport)
- Florida
  - Fort Myers (Southwest Florida International Airport)
  - Fort Lauderdale (Fort Lauderdale-Hollywood International Airport)
  - Orlando (Orlando International Airport)
  - Pensacola (Pensacola Gulf Coast Regional Airport)
  - Tampa (Tampa International Airport)
  - West Palm Beach (Palm Beach International Airport)
- Massachusetts
  - Boston (Logan International Airport)
- Nevada
  - Las Vegas (McCarran International Airport)
  - Reno/Tahoe (Reno/Tahoe International Airport)
- New York
  - New York City
    - (John F. Kennedy International Airport)
    - (LaGuardia Airport)
- Washington
  - Seattle (Seattle-Tacoma International Airport)